# Норт-Логан
Норт-Логан (англ. North Logan) — город в округе Каш, штат Юта (США). По данным переписи за 2010 год число жителей города составляло 8269 человек, по оценке Бюро переписи США в 2015 году в городе проживало 10 181 человек (54-я строчка в списке крупнейших городов штата). Норт-Логан входит в метрополитенский статистический ареал Юты-Айдахо Логан.

## Географическое положение
По данным Бюро переписи населения США город имеет общую площадь в 17,9 км². Через Норт-Логан проходит автомагистраль  US 91 (англ. U.S. Route 91).

## Население
По данным переписи 2010 года, население Норт-Логана составляло 8269 человек (из них 50,1 % мужчин и 49,9 % женщин), в городе было 2556 домашних хозяйств и 2022 семей. На территории города было расположено 2680 построек со средней плотностью 149,7 построек на один квадратный километр суши. Расовый состав: белые — 90,7 %, афроамериканцы — 0,3, азиаты — 2,8 %, коренные американцы — 0,5 %.
Население города по возрастному диапазону по данным переписи 2010 года распределилось следующим образом: 33,9 % — жители младше 18 лет, 5,0 % — между 18 и 21 годами, 51,3 % — от 21 до 65 лет и 9,8 % — в возрасте 65 лет и старше. Средний возраст населения — 27,4 лет. На каждые 100 женщин в Норт-Логане приходилось 100,5 мужчин, при этом на 100 совершеннолетних женщин приходилось уже 98,8 мужчин сопоставимого возраста.
Из 2556 домашних хозяйств 79,1 % представляли собой семьи: 67,8 % совместно проживающих супружеских пар (36,6 % с детьми младше 18 лет); 8,0 % — женщины, проживающие без мужей и 3,3 % — мужчины, проживающие без жён. 20,9 % не имели семьи. В среднем домашнее хозяйство ведут 3,23 человека, а средний размер семьи — 3,66 человека. В одиночестве проживали 15,9 % населения, 6,8 % составляли одинокие пожилые люди (старше 65 лет).

## Экономика
В 2014 году из 6341 человек старше 16 лет имели работу 3781. При этом мужчины имели медианный доход в 53 262 долларов США в год против 36 786 долларов среднегодового дохода у женщин. В 2014 году медианный доход на семью оценивался в $73 455, на домашнее хозяйство — в $65 717. Доход на душу населения — $25 104 в год.